# Dwór Raczyn w Gorzanowie

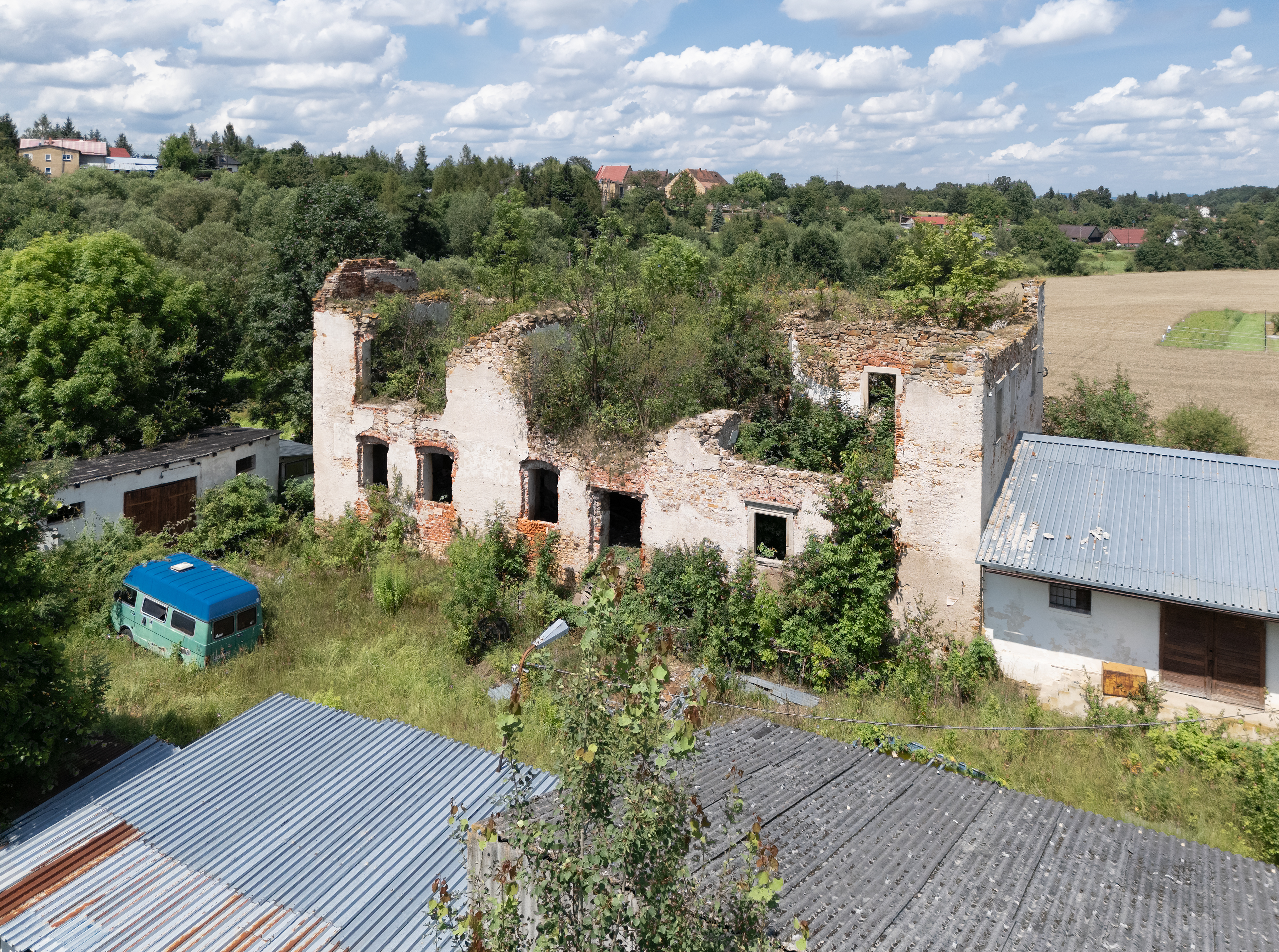

Dwór Raczyn w Gorzanowie (niem. Ratschinhof bei Grafenort) – zabytkowy dwór w Gorzanowie z XVI wieku, uznawany za jeden z najpiękniejszych przykładów późnorenesansowej architektury dworskiej na ziemi kłodzkiej. Obecnie w ruinie.

## Położenie
Dwór Raczyn położony jest na prawym brzegu Nysy Kłodzkiej, w północnej części wsi przy ulicy Polnej.

## Historia i opis budowli
Budowla powstała w 1559 roku w miejscu zniszczonego wcześniej średniowiecznego dworu obronnego. Inicjatorem jego budowy oraz jego pierwszym właścicielem był Georg von Ratschin, który w tym czasie przejął zarząd nad miejscowymi dobrami rodowymi. W 1573 roku jeszcze za czasów tego samego właściciela miała miejsce częściowa modernizacja dworu.
W tym czasie była to budowla piętrowa, złożona z prostokątnego w planie głównego budynku, zamkniętego dwoma równoległymi dachami dwuspadowymi z powiekami i wąskiego aneksu kuchennego od strony północnej – o podobnym dachu dwuspadowym oraz wysokości. Wszystkie połacie dachowe były pokryte gontem. Dachy osłonięte były dwukondygnacyjnymi szczytami o smukłym, gotyckim zarysie ze spływami wolutowymi i sterczynami. Zdwojone szczyty na budynku głównym flankowały narożne, ozdobne wieżyczki, które pełniły także funkcje obronną – w licach dwóch zachodnich wieżyczek umieszczono kluczowe strzelnice dla ręczne broni palnej. Elewacja frontowa (południowa) była sześcioosiowa, z oknami w opaskach fasciowych oraz prostymi gzymsami nadokiennymi i wejściem głównym obramionym kamiennym portalem z rozetami i lustrzanymi boniami. Wszystkie elewacje pokrywała późnorenesansowa dekoracja sgraffitowa imitująca boniowanie, opasująca ozdobnymi ornamentami okna, a szczególnie bogata w obrębie szczytów (bonie diamentowe z motywami roślinnymi i figuralnymi). Główny korpus budynku miał układ dwutraktowy, z centralnie umieszczoną, szeroką sienią w której znajdowały się trójbiegowe schody na piętro. Wnętrze przyziemia zamykały m.in. sklepienia kolebkowe z lunetami, w tym niektóre wzbogacone zostały dekoracją naśladującą bezżebrowe sklepienia gwiaździste (sień). Jedno z pomieszczeń na I piętrze przekrywał renesansowy stop kasetonowy z dekoracja malarską. W początkach XIX wieku dwór znacznie przebudowano, a około 100 lat później poddano renowacji.
Po 1945 roku obiekt stopniowo niszczał. Jeszcze około 1983 roku istniały sklepienia parteru, jednak obecnie pozostały jedynie szczątki sklepień, fragmenty murów obwodowych z reliktami kamieniarki oraz śladami sgraffita.